# Michail Iwanowitsch Lebedew

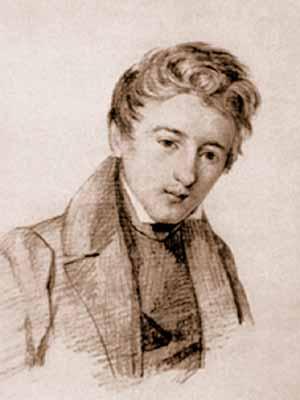
Michail Iwanowitsch Lebedew

Michail Iwanowitsch Lebedew (russisch Михаил Иванович Лебедев; * 4. Novemberjul. / 16. November 1811greg. in Dorpat; † 13. Julijul. / 25. Juli 1837greg. in Neapel) war ein russischer Maler.
Michail Lebedew wurde in Tartu in eine verarmte leibeigene Familie geboren. Die Leibeigenschaft wurde in den 1820er Jahren abgeschafft und der junge Lebedew bekam Gelegenheit, eine nahegelegene Schule zu besuchen. Graf Palen wurde auf seine künstlerischen Fähigkeiten aufmerksam und sandte ihn mit einem Stipendium an die Petersburger Kunstakademie. In der Akademie war neben anderen Maxim Nikiforowitsch Worobjow sein Lehrer. 1833 wurde sein Gemälde Ansicht von Ladoga mit einer Goldmedaille ausgezeichnet. 

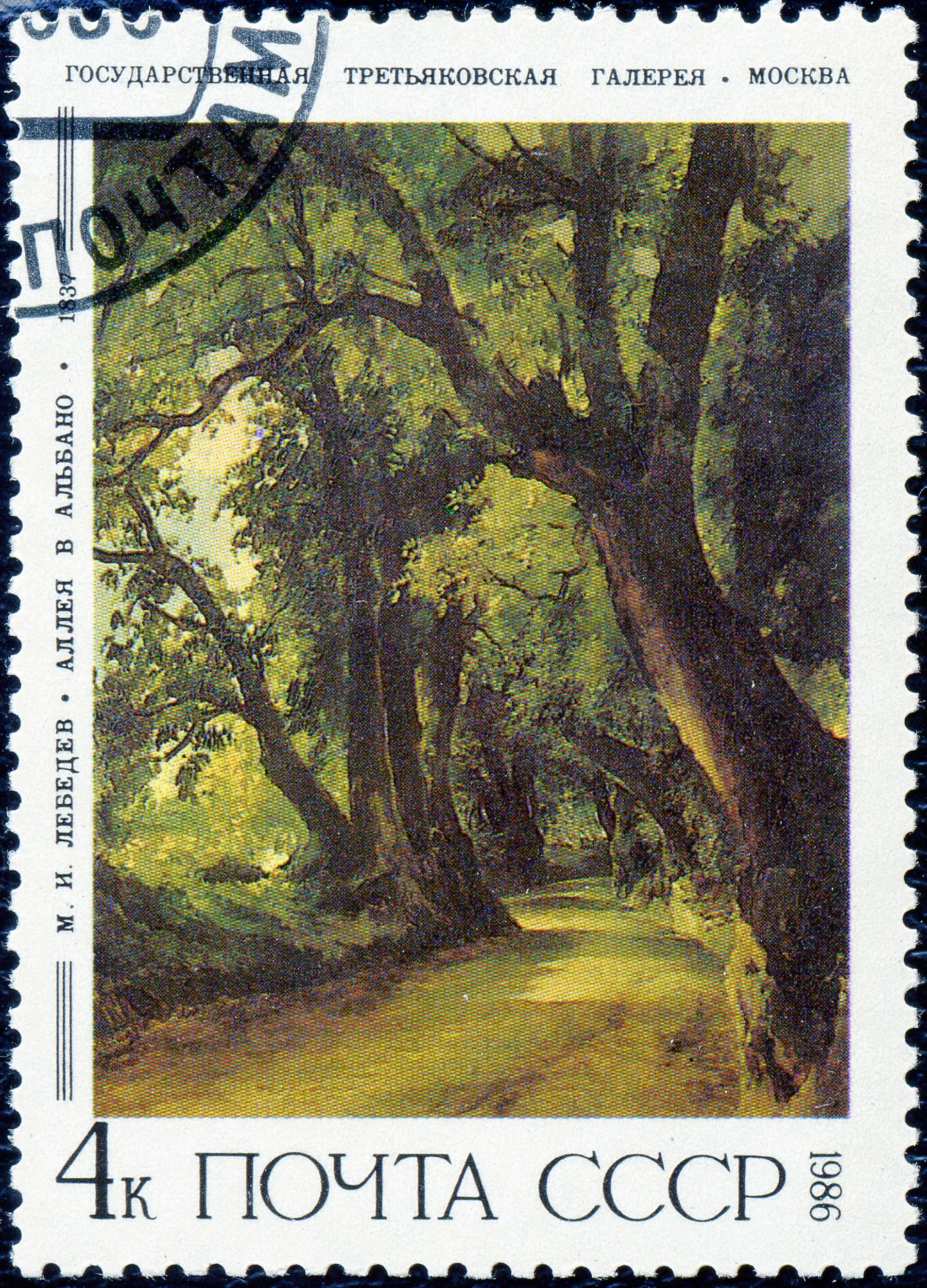
Michail Iwanowitsch Lebedew: Allee in Albano, 1837 (Sowjetische Briefmarke, 1986)

1834 reiste Lebedew nach Italien, wo er auf eine russische Künstlerkolonie traf, darunter Karl Brjullow. Lebedew begeisterte sich dort an der Landschaftsmalerei. Bemerkenswerte aus dieser Periode erhaltene Gemälde sind Ariccia bei Rom und Ansicht von Castel-Gandolfo bei Rom. Lebedews farbenfrohe und kontrastreiche Landschaften hatten unmittelbaren Erfolg beim Publikum. 1837 kam er während einer Cholera-Epidemie nach Neapel, um dort zu arbeiten. Er erkrankte und starb 25-jährig.